# 1432
| [ Edytuj tabelę ]                          | |
| Król Polski                                | - 1386 Władysław II Jagiełło 1434 |
| Współksiążęta Andory                       | - 1416 Francesc de Tovia 1436 - 1412 Jan I 1436 |
| Król Anglii                                | - 1422 Henryk VI 1461 |
| Król Aragonii i Walencji, hrabia Barcelony | - 1416 Alfons V Aragoński 1458 |
| Władca Azteków                             | - 1427 Itzcoatl 1440 |
| Elektor Brandenburgii                      | - 1415 Fryderyk I 1440 |
| Książę Bawarii-Ingolstadt                  | - 1413 Ludwik VII Brodaty 1443 |
| Książę Bawarii-Landshut                    | - 1393 Henryk XVI Bogaty 1450 |
| Książę Bawarii-Monachium                   | - 1397 Ernest 1438 |
| Książę Burgundii                           | - 1419 Filip III Dobry 1467 |
| Cesarz Bizancjum                           | - 1425 Jan VIII Paleolog 1448 |
| Sułtan Brunei                              | - 1425 Sharif Ali 1433 |
| Cesarz Chin                                | - 1425 Xuande 1435 |
| Król Cypru                                 | - 1398 Janusz 1432 - 1432 Jan II 1458 |
| Król Czech                                 | - 1420 bezkrólewie 1436 |
| Król Danii                                 | - 1396 Eryk Pomorski 1439 |
| Dalajlama                                  | - 1391 Gendun Drup 1474 |
| Władca Egiptu                              | - 1422 Barsbaj 1437 |
| Cesarz Etiopii                             | - 1430 Tekle Marjam 1433 |
| Król Francji                               | - 1422 Karol VII 1461 |
| Król Gruzji                                | - 1412 Aleksander 1442 |
| Hrabia Holandii                            | - 1417 Jakobina Bawarska 1433 |
| Władca Inków                               | - 1410 Viracocha 1438 |
| Cesarz Japonii                             | - 1428 Go-Hanazono 1464 |
| Kalif                                      | - 1414 Al-Mu’tadid II 1441 |
| Król Kastylii i Leónu                      | - 1406 Jan II Kastylijski 1454 |
| Patriarcha Konstantynopola                 | - 1416 Józef II 1439 |
| Władca Korei                               | - 1418 Sejong Wielki 1450 |
| Najwyższy książę litewski                  | - 1401 Jagiełło 1434 |
| Wielki książę litewski                     | - 1430 Świdrygiełło 1432 - 1432 Zygmunt Kiejstutowicz 1440                                                                                            |
| Cesarz Majapahitu                          | - 1429 Suhita 1447 |
| Sułtan Maroka                              | - 1421 Abdulhak II 1465 |
| Książę Mediolanu                           | - 1412 Filip Maria 1447 |
| Wielki książę moskiewski                   | - 1425 Wasyl II Ślepy 1462 |
| Król Nawarry                               | - 1425 Blanka I z Nawarry i Jan II Aragoński 1441 |
| Król Norwegii                              | - 1396 Eryk Pomorski 1442 |
| Sułtan Omanu                               | - 1406 Machzum ibn al-Fallah 1435 |
| Elektor Palatynatu                         | - 1410 Ludwik III 1436 |
| Papież                                     | - 1431 Eugeniusz IV 1447 |
| Król Portugalii                            | - 1385 Jan I 1433 |
| Cesarz Rzymski (niemiecki)                 | - 1410 Zygmunt Luksemburski 1437 |
| Kapitanowie Regenci San Marino             | - 1431 Giovanni di Antonio Antonio di Bartolino 1432 - 1432 Luigi di Vita Baldassarre di Giovanni 1432 - 1432 Sante Lunardini Tommaso di Antonio 1433 |
| Despota Serbii                             | - 1429 Jerzy I Branković 1456 |
| Elektor Saksonii                           | - 1428 Fryderyk II Łagodny 1464 |
| Król Szkocji                               | - 1406 Jakub I 1437 |
| Król Szwecji                               | - 1396 Eryk XIII Pomorski 1439 |
| Król Tajlandii                             | - 1424 Borommaracha Thirat II 1448 |
| Sułtan Turków                              | - 1421 Murad II 1444 |
| Doża Wenecji                               | - 1423 Francesco Foscari 1457 |
| Król Węgier                                | - 1387 Zygmunt Luksemburski 1437 |
| Cesarz Wietnamu                            | - 1428 Lê Lợi 1433 |
| Wielki mistrz zakonu krzyżackiego          | - 1422 Paul Bellitzer von Russdorff 1441 |

Rok 1432 / MCDXXXII
stulecia: XIV wiek ~
XV wiek ~
XVI wiek

lata: 1422 «
1427 «
1428 «
1429 «
1430 «
1431 «
1432
» 1433
» 1434
» 1435
» 1436
» 1437
» 1442

## Wydarzenia w Polsce
- kwiecień – zjazd w Sieradzu.
  - uznano prawa do tronu Polski synów króla Jagiełły.
  - zawarcie przymierza z księciem słupskim Bogusławem IX.
- lipiec – w Pabianicach doszło do zawarcia antykrzyżackiego porozumienia pomiędzy możnowładcami polskimi a taborytami.
- 31 sierpnia – nieudany zamach na Świdrygiełłę w Oszmianie.
- 1 września – Zygmunt Kiejstutowicz objął tron wielkoksiążęcy na Litwie i zrzekł się na rzecz Polski Podola i Wołynia.
- 15 października – w Grodnie odnowiono unię polsko-litewską.
- 30 listopada – zwycięska bitwa wojsk polskich dowodzonych przez Wincentego z Szamotuł i Jana Mężyka z Dąbrowy, z wojskami księcia Świdrygiełły dowodzonymi przez kniazia Fedka Nieświeskiego pod Kopystrzyniem nad rzeką Murachwą na Podolu.
- 8 grudnia – Zygmunt Kiejstutowicz, wyznaczony przez Jagiełłę do sprawowania władzy na Litwie stoczył pod Oszmianą bitwę z Świdrygiełłą, roszczącym sobie prawo do władzy i spiskującego z Krzyżakami.

## Wydarzenia na świecie
- 29 czerwca – Jan II został królem Cypru.

## Urodzili się
- 15 stycznia – Alfons V, król Portugalii (zm. 1481)
- 30 marca – Mehmed II Zdobywca, sułtan Turcji (zm. 1481)
- 12 kwietnia - Anna Habsburżanka, landgrafowa Turyngii (zm. 1462)
- 15 sierpnia – Luigi Pulci, poeta włoski (zm. 1484)
- Innocenty VIII – papież (zm. 1492).
- Francois Villon (prawdopodobnie) – poeta francuski (zm. 1463)

## Zmarli
- 5 maja – Francesco Bussone, zwany Carmagnola lub Conte di Carmagnola, kondotier włoski, hrabia Castelnuovo Scrivia i Chiari (ur. 1380/1385 ?)
- 29 czerwca – Janusz cypryjski, król Cypru i Armenii (ur. 1375)
- data dzienna nieznana:
  - Aleksander Dobry, hospodar Mołdawii (ur. 1375–1380)